# Alloclubionoides cochlea
Espèce
Synonymes
- Ambanus cochlea Kim, Lee & Kwon, 2007

Alloclubionoides cochlea est une espèce d'araignées aranéomorphes de la famille des Agelenidae.

## Distribution
Cette espèce est endémique de Corée du Sud. Elle se rencontre à Pusan.

## Description
Le mâle holotype mesure 12,2 mm et la femelle paratype 12,2 mm.

## Publication originale
- Kim, Lee & Kwon, 2007 : A new species of the genus Ambanus (Arachnida: Araneae: Amaurobiidae) from Korea. Proceedings of the Biological Society of Washington, vol. 120, p. 327-336 (texte intégral).